# Ton Anbeek
Anthonie Gerrit Hendrik Anbeek van der Meijden (Ede, 18 september 1944), bekend als Ton Anbeek, is een Nederlandse schrijver en literatuurwetenschapper.
Anbeek promoveerde in 1978 bij A.L. Sötemann aan de Universiteit Utrecht en was daar ook korte tijd werkzaam. Hij doceerde een jaar in de Verenigde Staten en aanvaardde in 1982, als opvolger van H.A. Gomperts, het ambt van hoogleraar aan de Universiteit Leiden met de oratie In puinhopen voel ik mij prettig, ergens anders hoor ik niet thuis. Zijn leeropdracht was 'Nederlandse letterkunde van de Romantiek tot nu'. Anbeek ging in september 2005 vervroegd met emeritaat. Op 27 september 2005 hield hij zijn afscheidscollege over De jaren Zestig en de literatuur of: Is cultuurgeschiedenis mogelijk? Hij werd opgevolgd door Jaap Goedegebuure. In het academisch jaar 2005-06 heeft Anbeek aan de universiteit van Padua (Italië) Nederlandse en Vlaamse letterkunde gedoceerd.
Anbeek werd bekend door zijn oproep tot "straatrumoer" in de literatuur, waarmee hij kritiek leverde op het feit dat het leven van alledag en de reflectie van actuele gebeurtenissen naar zijn oordeel in veel eigentijdse Nederlandse romans ontbraken.

## Publicaties
Fictie
- Gemeenschap (roman, 1987)
- Sisyfus verliefd (roman, 1990)
- Een ander leven (roman, 1992)
- Vast (roman, 2009)

Non-fictie
- Ik heb al een boek (1975), met Jan Fontijn
- De schrijver tussen de coulissen (1978), dissertatie Utrecht
- Literatuur in verandering (1981)
- De naturalistische roman in Nederland (1982)
- Na de oorlog: de Nederlandse roman 1945-1960 (1986)
- Geschiedenis van de Nederlandse literatuur, 1885-1985 (1990) 
 (herziene editie: Geschiedenis van de literatuur in Nederland, 1885-1995 (1999))
- Het donkere hart: romantische obsessies in de moderne Nederlandstalige literatuur (1996)